# Casasola de Arión
Casasola de Arión é um município da Espanha na província de Valladolid, comunidade autónoma de Castela e Leão, de área 27,65 km² com população de 339 habitantes (2007) e densidade populacional de 12,48 hab/km².

## Demografia
| Variação demográfica do município entre 1991 e 2004 | Variação demográfica do município entre 1991 e 2004 | Variação demográfica do município entre 1991 e 2004 | Variação demográfica do município entre 1991 e 2004 |
| --------------------------------------------------- | --------------------------------------------------- | --------------------------------------------------- | --------------------------------------------------- |
| 1991                                                | 1996                                                | 2001                                                | 2004                                                |
| 425                                                 | 390                                                 | 330                                                 | 345                                                 |